# Harlem Heights (Floride)
Harlem Heights est une census-designated place du comté de Lee, dans l'État de Floride, aux États-Unis,. En 2020, elle compte une population de 1 930 habitants.